# Kleiner Schwarzspitzenhai
Der Kleine Schwarzspitzenhai (Carcharhinus limbatus) gehört zur Familie der Requiemhaie (Charcharhinidae).

## Körperbau
Der Kleine Schwarzspitzenhai ist ein 1,5 bis 2,5 m großer Hai mit langer, spitzer Schnauze. Der Beginn der ersten Rückenflosse liegt auf Höhe oder leicht hinter dem Ansatz der Bauchflossen. Die Färbung ist dunkelgrau auf dem Rücken und weißlich am Bauch. Alle Flossen außer der Analflosse sind an den Spitzen dunkel gefärbt. 

## Verbreitungsgebiet

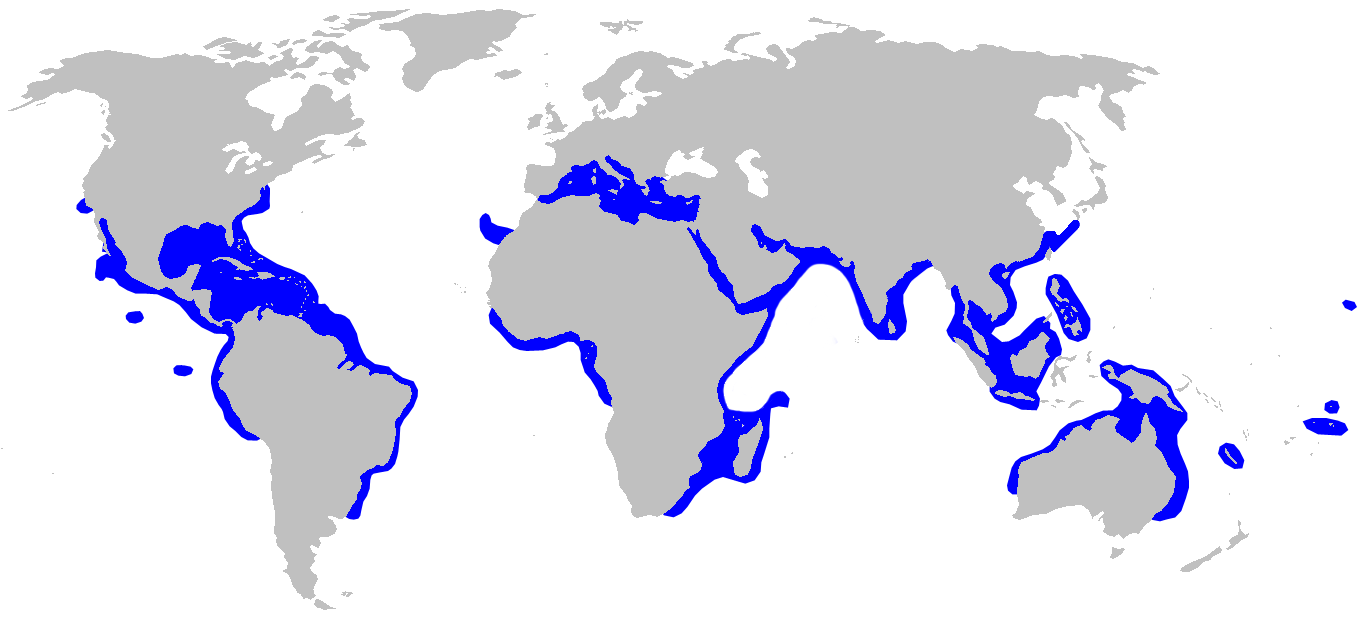
Verbreitungsgebiete des Kleinen Schwarzspitzenhais

Der Lebensraum ist von der Oberfläche bis in etwa 30 Meter Tiefe, teilweise auch in Flussmündungen.
Weitverbreitet in tropischen und subtropischen Meeren: 
- westlicher Atlantik (Massachusetts bis Südbrasilien),
- östlicher Atlantik (Kanarische Inseln bis DR Kongo),
- westliches Mittelmeer,
- Indischer Ozean (Südafrika über Indien bis nach Thailand und Australien),
- westlicher Pazifik (Philippinen, China) und
- östlicher Pazifik (Kalifornien bis Peru), sowie Hawaii, Tahiti und Galapagosinseln.

## Fortpflanzung
Der Kleine Schwarzspitzenhai ist lebendgebärend mit 4 bis 7 Jungtieren und wird bis zu 12 Jahre alt. Neben der geschlechtlichen Fortpflanzung verfügt diese Haiart zusätzlich über die Fähigkeit, sich mittels Jungfernzeugung zu vermehren. Der Kleine Schwarzspitzenhai ist nicht die einzige Haiart, die sich parthenogenetisch fortzupflanzen vermag: Auch beim Schaufelnasen-Hammerhai konnte die eingeschlechtliche Fortpflanzung nachgewiesen werden.

## Nahrung
Die Nahrung besteht aus Fischen wie zum Beispiel Sardinen, Heringen, Makrelen und Plattfischen, teilweise auch Schalentiere und Weichtiere. Auch bei dieser Art kommt es vor, dass er bei der Jagd nach Schwarmfischen aus dem Wasser springt.